# André Stade
André Stade, né le 23 février 1971 à Dresde, est un chanteur allemand.

## Biographie
Enfant, il apprend à jouer du piano et de l'accordéon. Après sa scolarité, il devient pompiste et fait d'autres petits boulots. Il fait un apprentissage d'électricien. Il suit ensuite une formation musicale.
Il commence sa carrière de chanteur en 1995 avec le titre Feuer, Wind und Eis. L'année suivante, il participe au concours de sélection pour représenter l'Allemagne à l'Eurovision et finit deuxième avec la chanson Jeanny wach auf, produit par Jean Frankfurter et Irma Holder.
En 1999, il fait une tournée avec Claudia Jung.

## Discographie
Albums
- André Stade (1996)
- André Stade II (1998)
- Ganz nah dran (1999)
- Viel mehr (2002)
- Auf dich und mich (2006)
- Endlich wieder ich (2009)
- Unendlichkeit (2011)
- Im Leben (2015)

## Source de la traduction
- (de) Cet article est partiellement ou en totalité issu de l’article de Wikipédia en allemand intitulé « André Stade » (voir la liste des auteurs).